# Escoubès-Pouts
Escoubès-Pouts ist eine französische Gemeinde mit 94 Einwohnern (Stand 1. Januar 2022) im Département Hautes-Pyrénées in der Region Okzitanien (vor 2016: Midi-Pyrénées). Sie gehört zum Arrondissement Argelès-Gazost und zum Kanton Lourdes-2.
Die Einwohner werden Escoubésiens und Escoubésiennes genannt.

## Geographie
Escoubès-Pouts liegt circa sechs Kilometer östlich von Lourdes in der historischen Grafschaft Bigorre.
Umgeben wird Escoubès-Pouts von den sechs Nachbargemeinden:
|                   | Paréac                                      |                 |
| Bourréac          | Kompassrose, die auf Nachbargemeinden zeigt | Orincles        |
| Arcizac-ez-Angles | Gez-ez-Angles                               | Arrayou-Lahitte |

Escoubès-Pouts liegt im Einzugsgebiet des Flusses Adour. Der Échez, einer seiner Nebenflüsse, durchquert das Gebiet der Gemeinde zusammen mit seinem Nebenfluss, dem Litor.

## Geschichte
Die frühere Gemeinde Pouts schloss sich im Jahre 1846 der Gemeinde Escoubès an, die fortan den Namen Escoubès-Pouts trägt.

## Einwohnerentwicklung
Mit dem Zusammenschluss von Escoubès und Pouts erreichte die Einwohnerzahl in der Mitte des 19. Jahrhunderts einen Höchststand von rund 275. In der Folgezeit sank die Größe der Gemeinde bei kurzen Erholungsphasen bis zu den 1980er Jahren auf rund 65 Einwohner, bevor eine Wachstumsphase einsetzte, die heute noch anhält.
| Jahr      | 1962 | 1968 | 1975 | 1982 | 1990 | 1999 | 2006 | 2011 | 2022 |
| --------- | ---- | ---- | ---- | ---- | ---- | ---- | ---- | ---- | ---- |
| Einwohner | 101  | 82   | 76   | 67   | 68   | 96   | 104  | 99   | 94   |

## Sehenswürdigkeiten
- Pfarrkirche Saint-Jean-Baptiste in Escoubès
- Pfarrkirche Saint-Pierre in Pouts

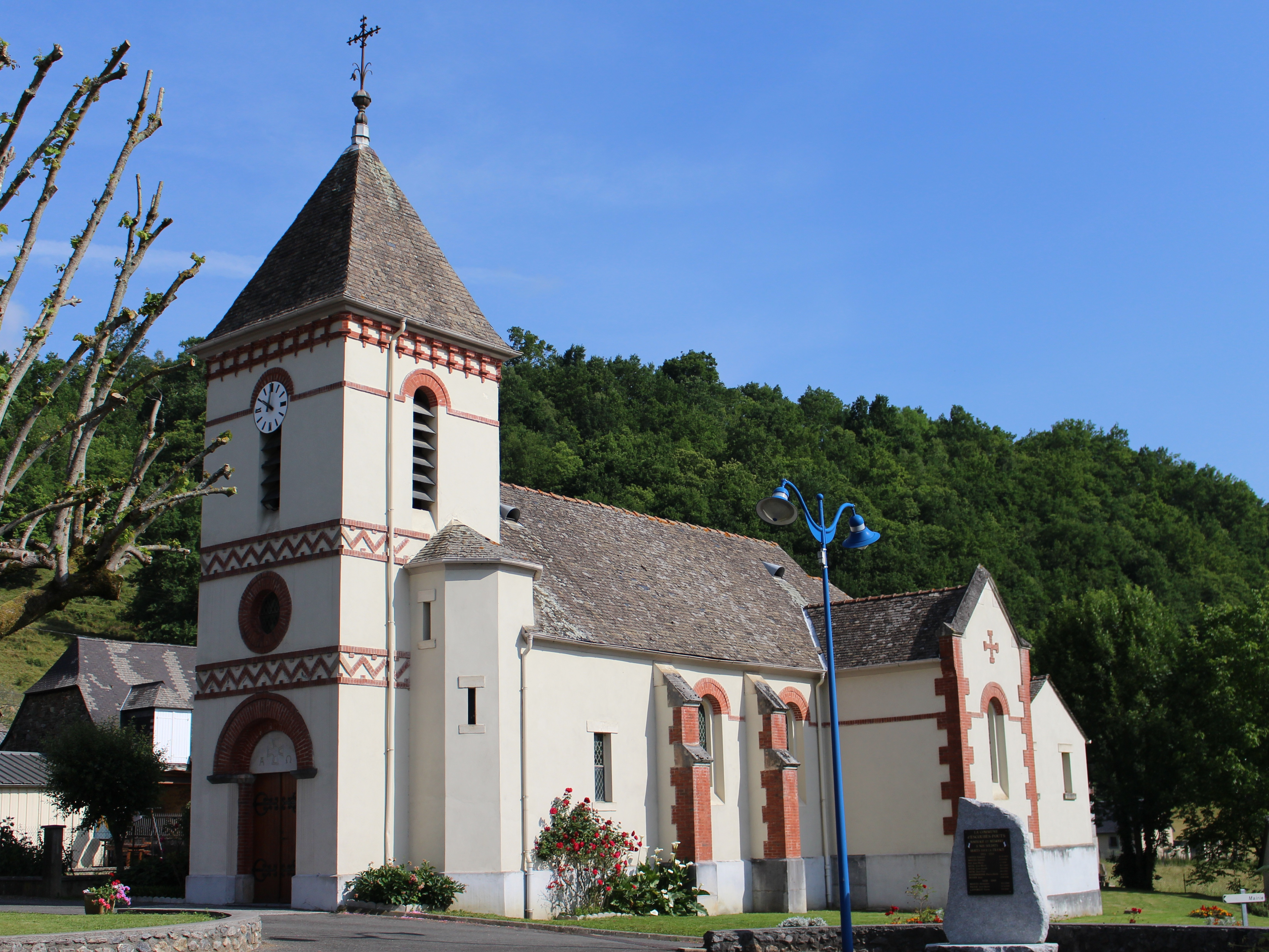
Pfarrkirche Saint-Jean-Baptiste
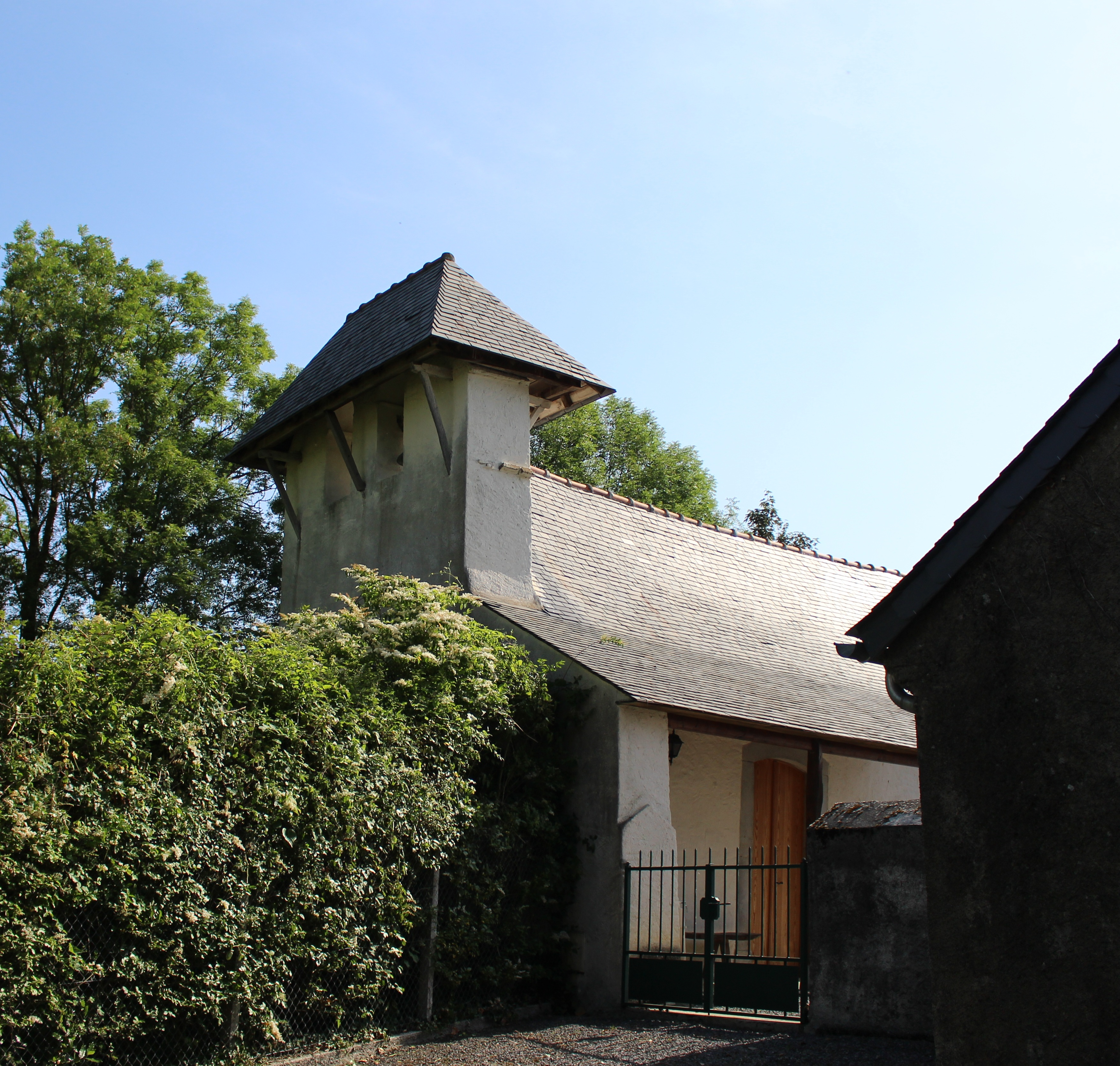
Pfarrkirche Saint-Pierre
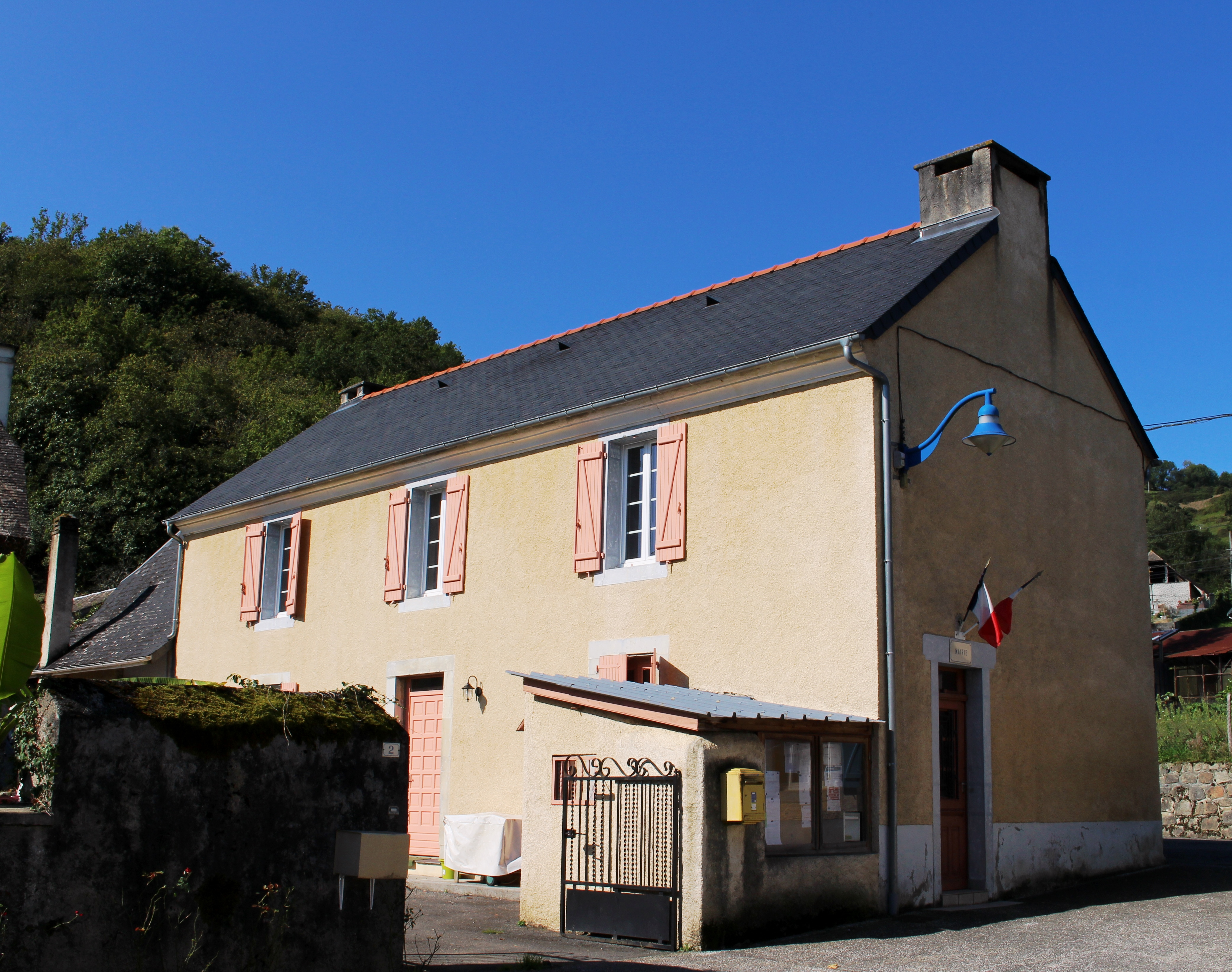
Rathaus (mairie)
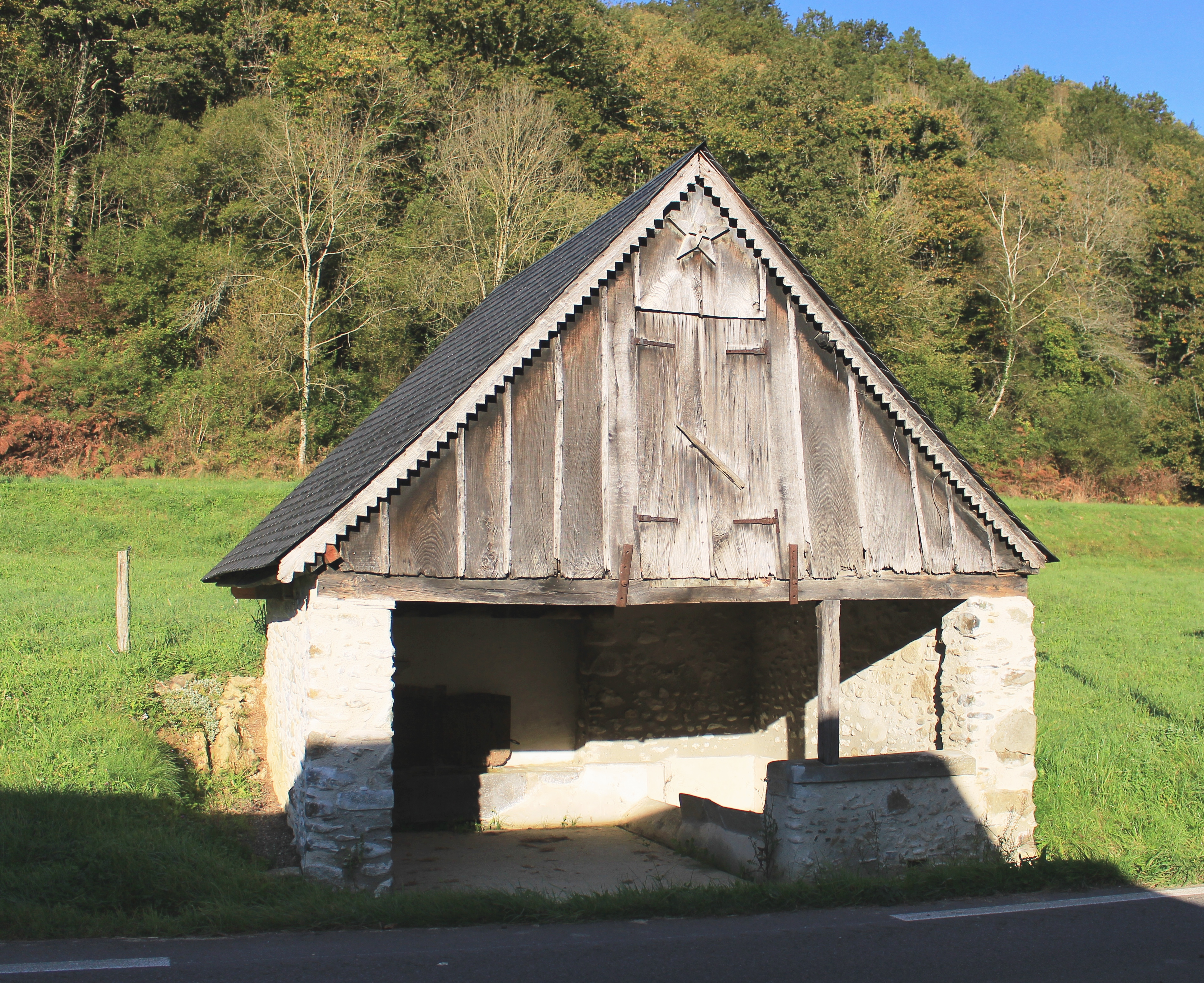
Ehemaliges öffentliches Wachhaus
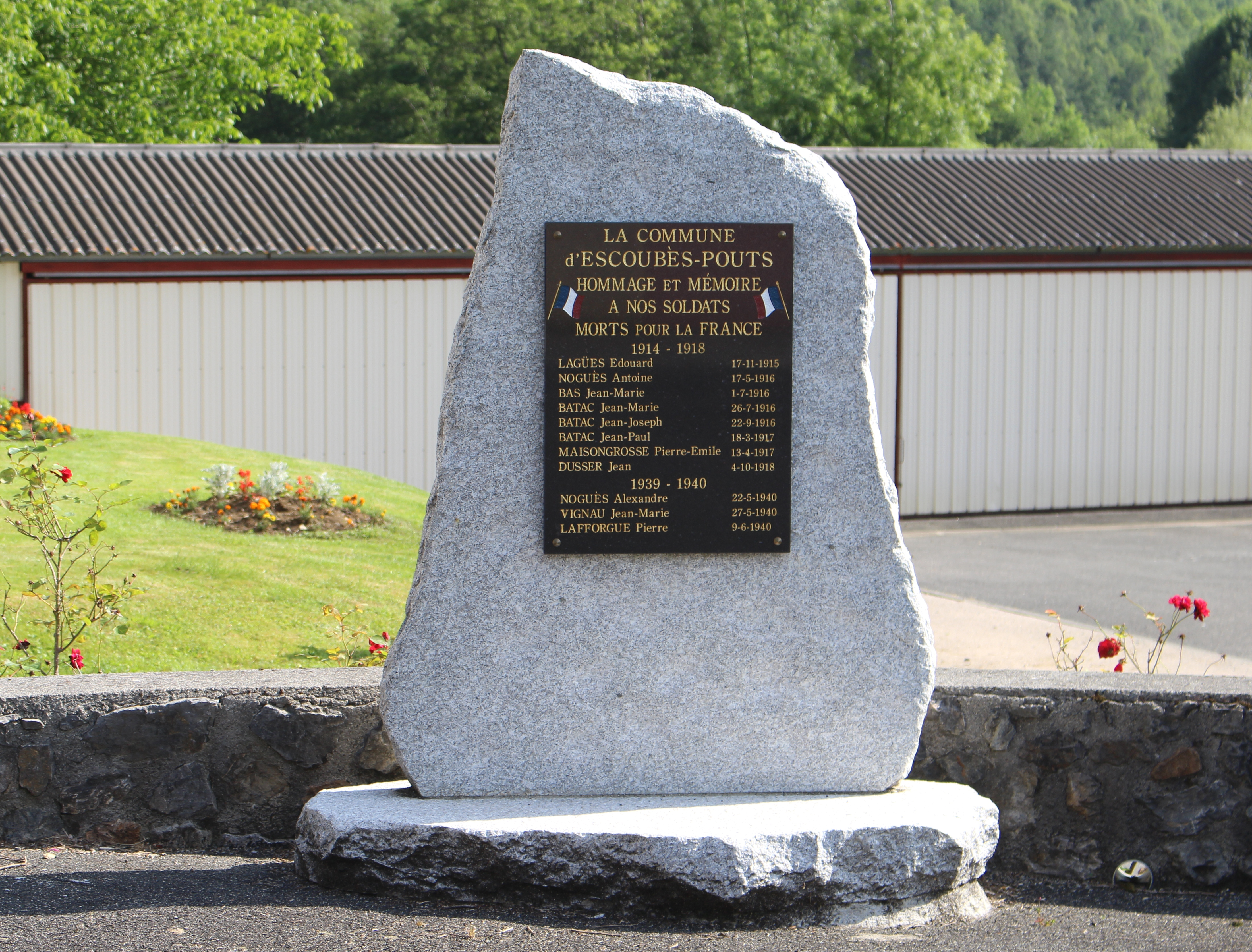
Gefallenendenkmal
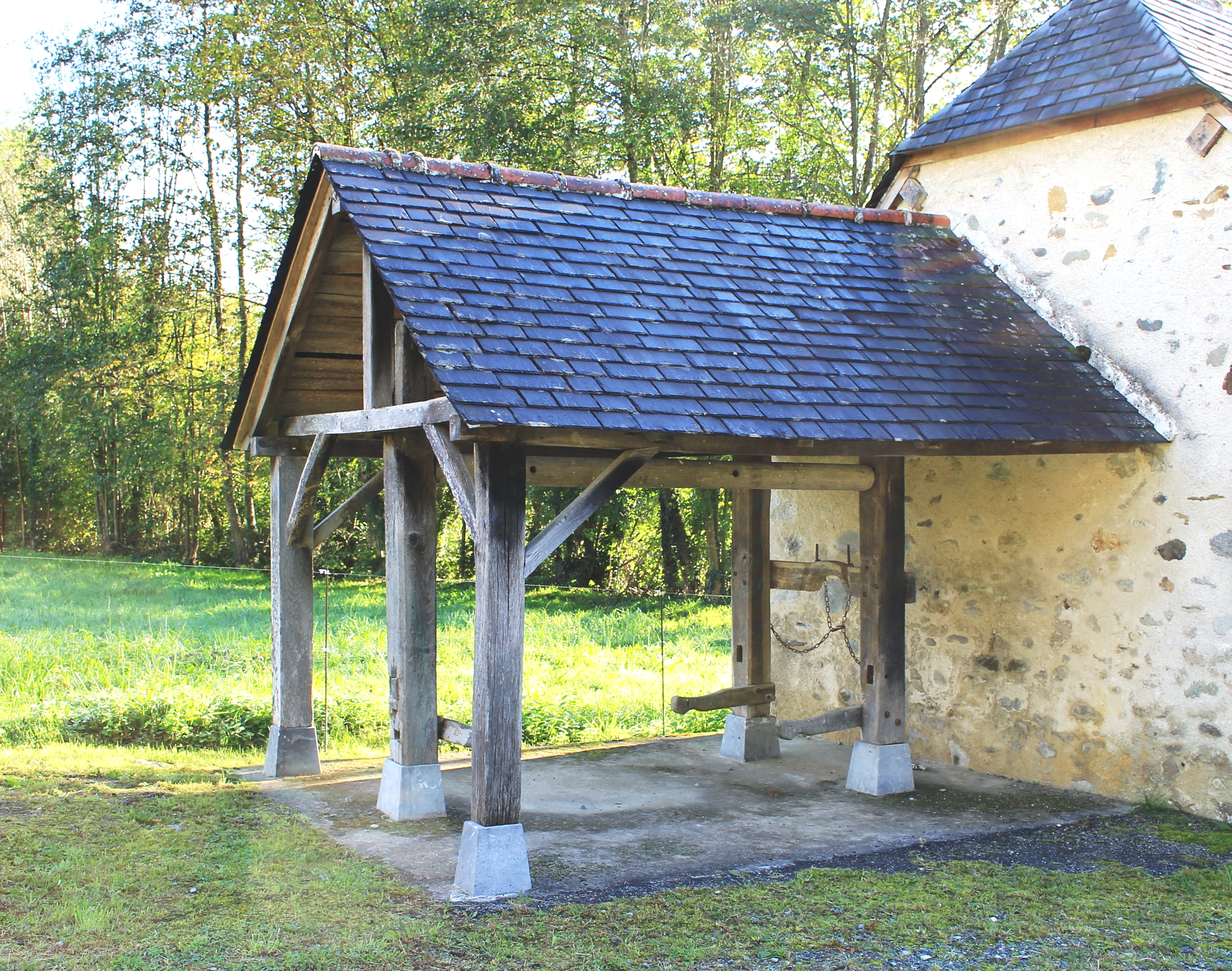
Ehemaliger Klauenstand

## Wirtschaft und Infrastruktur
Escoubès-Pouts liegt in den Zonen AOC der Schweinerasse Porc noir de Bigorre und des Schinkens Jambon noir de Bigorre.

### Verkehr
Escoubès-Pouts wird durchquert von den Routes départementales 807 und 937, der ehemaligen Route nationale 637.